# Raphiophora zephyra
Raphiophora zephyra är en insektsart som först beskrevs av Gerstaecker 1895.  Raphiophora zephyra ingår i släktet Raphiophora och familjen Dictyopharidae. Inga underarter finns listade i Catalogue of Life.